# Gaël Fickou
Gaël Fickou (* 26. März 1994 in La Seyne-sur-Mer, Département Var) ist ein französischer Rugby-Union-Spieler. Er spielt auf der Position des Innendreiviertels für den Verein Racing 92 und die französische Nationalmannschaft. Zu seinen Erfolgen gehört ein Turniersieg mit Frankreich bei den Six Nations (mit einem Grand Slam).

## Biografie

### Vereinskarriere
Der Sohn eines Einwanderers aus Senegal und einer Französin wuchs in La Seyne-sur-Mer auf. Er spielte zunächst Fußball und stand kurz davor, in die Ausbildungszentren der AS Monaco und des FC Sochaux aufgenommen zu werden. 2003 schloss sich Fickou jedoch dem lokalen Rugbyverein US Seynoise an und drei Jahre später wechselte er zu den Junioren des RC Toulon. Aufgrund der starken Konkurrenz auf seiner Position wollte er 2012 seinen Ausbildungsverein verlassen. Nachdem das vielversprechende Talent mehrere Angebote von Erstligisten erhalten hatte, entschied er sich für Stade Toulousain. Sein Profidebüt in der Top 14 gab er am 24. August 2012, als er beim 37:12-Sieg gegen Stade Montois eingewechselt wurde. Das erste Spiel im Rahmen des European Rugby Champions Cup bestritt er 14. Oktober desselben Jahres beim 23:9-Sieg über die Leicester Tigers, zu dem er einen Versuch beisteuerte.
Fickou zeigte in seinen ersten zwei Jahren bei Stade Toulousain unstete Leistungen, wurde aber im Verlaufe der Saison 2014/15 immer konstanter, so dass er sich im Alter von nur 21 Jahren als Stammspieler etablieren konnte. Aufgrund einer schweren Verstauchung des linken Knies, die er sich im März 2015 zuzug, verpasst er jedoch die Schlussphase der Meisterschaft. Am 7. November 2015 erzielte er gegen den FC Grenoble den ersten Hattrick seiner Karriere. Trotz großer Ambitionen kam Stade Toulousain jahrelang nicht über das vordere Mittelfeld hinaus. Fickou unterschrieb deshalb im Mai 2018 einen Dreijahresvertrag bei Stade Français, weil er sich dort bessere Perspektiven erhoffte. Doch auch in Paris gelang es ihm nicht, sein durchaus vorhandenes Potenzial vollends auszuschöpfen, zumal er aufgrund seiner häufigen Nationalmannschaftseinsätze oft fehlte.
Im März 2021 gab Fickou seinen sofortigen Wechsel zu Racing 92 bekannt, wo er einen Vierjahresvertrag unterschrieben hatte. Dieser Vereinswechsel mitten in der Saison, noch dazu zum Hauptrivalen aus der Vorstadt Nanterre, war nur wegen einer Änderung der Transferbestimmungen der Ligue nationale de rugby überhaupt möglich geworden, weshalb er viele Reaktionen auslöste. Insbesondere Hans-Peter Wild, der Präsident von Stade Français, zeigte sich darüber sehr verärgert. Sowohl in der Saison 2020/21 als auch in der Saison 2022/23 schied Fickou mit Racing 92 im Halbfinale der Meisterschaft aus.

### Nationalmannschaft
Fickou spielte in den verschiedenen französischen Jugendnationalmannschaften (U18, 19, 20) und nahm an der Juniorenweltmeisterschaft 2012 in Südafrika teil, obwohl er erst 18 Jahre alt war und der Wettbewerb für die U20 ausgeschrieben ist. Sein erstes Test Match für die französische Nationalmannschaft bestritt er am 16. März 2013 beim 23:16-Sieg über Schottland, als er kurz vor Spielende für Mathieu Bastareaud eingewechselt wurde. Im Oktober zeichnete ihn die Fédération française de rugby anlässlich der „Nuit du rugby“ als beste Neuentdeckung der vergangenen Saison aus. Seinen ersten Versuch für die Nationalmannschaft erzielte er am 1. Februar 2014 gegen England, wodurch er kurz vor Spielende den 26:24-Sieg sicherstellte. Sechs Wochen später stand er gegen Irland erstmals in der Startaufstellung.
Ursprünglich war Fickou nicht in den Kader für das Six Nations 2015 berufen worden, rückte dann aber für den verletzten Alexandre Dumoulin nach und kam gegen Italien und England in der Startformation zum Einsatz. Bei der Weltmeisterschaft 2015 wurde er gegen Italien eingewechselt, während er gegen Rumänien von Anfang an spielte und einen Versuch erzielte. Trainer Philippe Saint-André berücksichtigte ihn nicht für die weiteren Gruppenspiele und das Viertelfinale, da er dem wieder genesenen Dumoulin den Vorzug gab. Beim Six Nations 2016 hatte Fickou vier Einsätze; er hatte einen erfolgreichen Versuch gegen Schottland, der die 18:29-Niederlage jedoch nicht abwenden konnte. Aufgrund des verletzungsbedingten Ausfalls von Wesley Fofana gehörte Fickou beim Six Nations 2017 in allen fünf Spielen der Startformation an, gegen die Schotten und Italiener gelang ihm je ein Versuch.
2018 etablierte sich Fickou unter dem neuen Nationaltrainer Jacques Brunel endgültig als Stammspieler der Nationalmannschaft und bestritt regelmäßig Test Matches, ebenso 2019. Bei der Weltmeisterschaft 2019 spielte er in der Vorrunde gegen Argentinien und die Vereinigten Staaten, wobei ihm beide Male ein Versuch gelang. Auch im knapp verlorenen Viertelfinale gegen Wales stand er in der Startformation. Unter Brunels Nachfolger Fabien Galthié übernahm er eine noch zentralere Rolle als unbestrittener Chef der Verteidigung. Seit Beginn der Ära Galthié ist Fickou der am häufigsten eingesetzte Nationalspieler. Sowohl beim Six Nations 2020 als auch beim Six Nations 2021, das die Franzosen jeweils auf Platz zwei beendeten, spielte er in allen Partien von der ersten Minute an. Seine Führungsrolle bestätigte er auch beim Six Nations 2022, das Frankreich mit einem Grand Slam für sich entschied, als er erneut alle fünf Partien über die gesamte Spieldauer bestritt sowie gegen Schottland und England je einen Versuch erzielte. Aufgrund seiner überragenden Leistung wurde er ins All-Star-Team des Turniers gewählt.

## Erfolge
Racing 92:
- Meisterschaftsfinalist: 2021, 2023

Frankreich:
- Sieger Six Nations: 2022
- Grand Slam: 2022